# Lithophilus tauricus
Lithophilus tauricus (лат.) — вид божьих коровок из подсемейства Coccidulinae.

## Распространение
Распространён в Крыму.

## Описание
Жук длиной 2,5—3,5 мм. Надкрылья постепенно сужены к основанию, овальное, сильно выпуклое в передней половине.